# Доменно-ключевая нормальная форма
Доменно-ключевая нормальная форма (DKNF) — одна из возможных нормальных форм таблицы реляционной базы данных. Её предложил Рональд Фейгин в 1981 году.

## Определение
Переменная отношения находится в ДКНФ тогда и только тогда, когда каждое наложенное на неё ограничение является логическим следствием ограничений доменов и ограничений ключей, наложенных на данную переменную отношения.
Ограничение домена – ограничение, предписывающее использовать для определённого атрибута значения только из некоторого заданного домена. Ограничение по своей сути является заданием перечня (или логического эквивалента перечня) допустимых значений типа и объявлением о том, что указанный атрибут имеет данный тип.
Ограничение ключа – ограничение, утверждающее, что некоторый атрибут или комбинация атрибутов является потенциальным ключом.
Любая переменная отношения, находящаяся в ДКНФ, обязательно находится в 5НФ. Однако не любую переменную отношения можно привести к ДКНФ.